# María Eugenia Ibáñez Calle
Maria Eugenia Ibáñez Calle (Barcelona, 31 de gener de 1946) és una periodista i jugadora de voleibol catalana.

## Trajectòria
Durant la seva joventut fou una destacada jugadora de voleibol als clubs Medina i AE Cornellà. En el seu palmarès destaquen cinc lligues 
estatals (1967-70, 1974).
Llicenciada en Història Contemporània i graduada en Periodisme a l'Escola de l'Església de Barcelona. Va començar la seva trajectòria professional formant part del primer equip de redacció del Diario Femenino en 1968. El 1973 es va incorporar a Mundo Diario, a la secció de Barcelona sobre "informació de barris". A Mundo Diario va arribar a ser sotsdirectora. En 1977 va ser vocal de la primera junta directiva de l'Associació de la Premsa de Barcelona. El 1980, després de la crisi del Grupo Mundo, va treballar a Hoja del Lunes i el 1982 es va incorporar a El Periódico de Catalunya on es va jubilar el 2006.
Durant anys va treballar en la informació local, destacant el seu treball de proximitat als barris donant veu al moviment ciutadà i als líders veïnals de la ciutat de Barcelona, tasca per la qual va rebre un homenatge l'any 2000. També ha destacat pel seu periodisme amb visió de gènere, sent membre de l'Associació de Dones Periodistes de Catalunya des dels seus inicis, el 1992. També va ser col·laboradora de la revista Dones (2000-2009) i del digital donesdigital.cat.

## Reconeixements
- Premi Ofici de Periodista del Col·legi de Periodistes de Catalunya (2000).[7][8]
- Medalla d'Honor de Barcelona (2002).[9]
- Premi d'Honor de la Comunicació Local de la Diputació de Barcelona (2011).[10][11]
- Premi Bones Pràctiques a la Trajectòria Professional de l'Associació de Dones Periodistes de Catalunya (2023)[12]